# Hrdibořice
Hrdibořice település Csehországban, a Prostějovi járásban. Hrdibořice Biskupice, Vrbátky, Kralice na Hané és Dub nad Moravou településekkel határos. Lakosainak száma 212 fő (2024. január 1.).

## Népesség
A település lakosságának változását az alábbi diagram mutatja:
| Lakosok száma | 207  | 249  | 317  | 248  | 258  | 241  | 208  | 207  | 216  | 212  |
|               | 1869 | 1890 | 1921 | 1950 | 1980 | 2001 | 2017 | 2019 | 2022 | 2024 |